# Aquiles Priester
Aquiles Priester (ur. 25 czerwca 1971 w Otjo w Południowej Afryce) – brazylijski perkusista. Aquiles Priester znany jest przede wszystkim z wieloletnich występów w brazylijskim zespole progmetalowym Hangar, którego jest członkiem od 1997 roku. W latach 2001–2008 był także członkiem formacji Angra.
Od 2006 roku gra w grupie Freakeys. W 2011 roku, bez powodzenia brał udział w przesłuchaniach na stanowisko perkusisty w amerykańskim zespole progmetalowym Dream Theater. Natomiast od 2013 roku jest członkiem zespołów Midas Fate i Noturnall. Pod koniec 2014 roku Priester wstąpił w szeregi niemieckiego zespołu Primal Fear.
Priester współpracował ponadto z byłym wokalistą zespołu Iron Maiden – Brytyjczykiem Paulem Di’Anno. Od 2011 roku jest członkiem koncertowego zespołu amerykańskiego gitarzysty Tony’ego MacAlpine'a.
Muzyk jest endorserem instrumentów i sprzętu muzycznego takich firm jak: Latin Percussion, Mapex, Roland, AKG, Boss, UBS, Paiste, Evans, Pro-Mark i Gibraltar Hardware.

## Publikacje
- Aquiles Priester, Inside My PsychoBook: 100 Double Bass Patterns, Mel Bay, 2011, ISBN 978-0-7866-8314-7

## Wideografia
- Aquiles Priester – The Infallible Reason of My Freak Drumming (DVD, 2010, Mel Bay Publications, Inc.)
- Aquiles Priester's Top 100 Drum Fills (DVD, 2013, Mr. Som Studio)